# زاوية ام الرباط (أولاد ادليم اجبيل)
زاوية ام الرباط هو دُوَّار يقع بجماعة أولاد دليم، عمالة مراكش، جهة مراكش آسفي في المملكة المغربية. ينتمي الدوّار لمشيخة أولاد ادليم اجبيل التي تضم 35 دوار. يقدر عدد سكانه بـ 147 نسمة حسب الإحصاء الرسمي للسكان والسكنى لسنة 2004.

## روابط خارجية
- البوابة الوطنية للجماعات الترابية نسخة محفوظة 12 مارس 2018 على موقع واي باك مشين.
- المندوبية السامية للتخطيط